# Departamento Utracán
Das Departamento Utracán liegt zentral in der Provinz La Pampa im Zentrum Argentiniens und ist eine von 22 Verwaltungseinheiten der Provinz. 
Es grenzt (im Nordwesten beginnend) im Uhrzeigersinn an die Departamentos Loventué, Toay, Atreucó, Guatrache, Hucal, Lihuel Calel;  Curacó und Limay Mahuida.
Hauptstadt des Departamento ist General Acha.

## Gemeinden
Weitere Gemeinden sind Quehuém, Ataliva Roca, Colonia Santa María und Unanué sowie die Comisión de fomento Chacharramendi.
Koordinaten: 37° 24′ S, 64° 48′ W